# Lymantria dulcinea
Lymantria dulcinea är en fjärilsart som beskrevs av Butler 1882. Lymantria dulcinea ingår i släktet Lymantria och familjen tofsspinnare. Inga underarter finns listade i Catalogue of Life.